# Polythéa (Aspropótamos, Tríkala)
Polythéa (grec moderne : Πολυθέα) est une localité située dans le dème des Météores, dans le district régional de Tríkala, dans la périphérie de Thessalie, en Grèce.
Selon le recensement de 2021, elle compte 3 habitants.